# کوه واکس
کوه واکس (به انگلیسی: Mount Vaux) یک کوه در کانادا است که در بریتیش کلمبیا واقع شده‌است. کوه واکس ۳٬۳۱۰ متر بالاتر از سطح دریا واقع شده‌است.